# NGC 429
NGC 429 je galaksija u zviježđu Kit.

## Vanjske poveznice
- SEDS: NGC 429